# Ізабелін-Б
Ізабелін-Б (пол. Izabelin B) — село в Польщі, у гміні Ізабелін Варшавського-Західного повіту Мазовецького воєводства.
Населення — 1058 осіб (2011).

## Демографія
Демографічна структура станом на 31 березня 2011 року:
|          | Загалом | Допрацездатний вік | Працездатний вік | Постпрацездатний вік |
| -------- | ------- | ------------------ | ---------------- | -------------------- |
| Чоловіки | 506     | 103                | 344              | 59                   |
| Жінки    | 552     | 96                 | 331              | 125                  |
| Разом    | 1058    | 199                | 675              | 184                  |